# Заречье (городище)
Городище в селе Заречье (укр. Городище в селі Заріччя) — остатки древнерусской крепости (города) Стугнинской оборонительной линии в Киевской области Украины.

## Расположение и история археологических исследований
Городище расположено на левом берегу реки Стугна на мысу, который образуют два оврага. Частично повреждено карьером кирпичного завода.
Поселение состояло из двух укреплённых частей — детинца и окольного града. Общая площадь городища составляет около 1,5 га. Высота вала с напольной части — 2 м, глубина рва — 5 м.

Раскопки Б. А. Рыбакова. 1964 год

Городище исследовали П. Раппопорт и Б. Рыбаков. Во время раскопок в валу городища обнаружили кладку, характерную для строительства эпохи князя Владимира Святославича, и дубовые городни. Значительный интерес представляют ворота из детинца в окольный град в виде узкого отверстия, обложенного дубовыми плахами. Ворота были перекрыты башней.
Весь материал, найденный на городище, датируется концом Х — началом XI века. На территории городища были найдены сребреники Владимира Святославича. Согласно данным археологических исследований, городище погибло в результате сильного пожара (очевидно было сожжено печенегами или в результате междоусобной борьбы после смерти Владимира Святославича).

## Новгород Малый
По предположению Б. Рыбакова, городище в Заречье — это город Новгород Малый, упомянутый в III Новгородской летописи под 1030 года в контексте упоминания о происхождении Феодосия Печерского:
родом от града Василева, близ Малого Новогорода, в земли Рустей
Согласно современным исследованиям, III Новгородская летопись — компиляция более поздних времён, а потому сообщение о Малом Новгороде, скорее всего, появилось позже, когда поселение в Заречье уже не существовало.

## Галерея

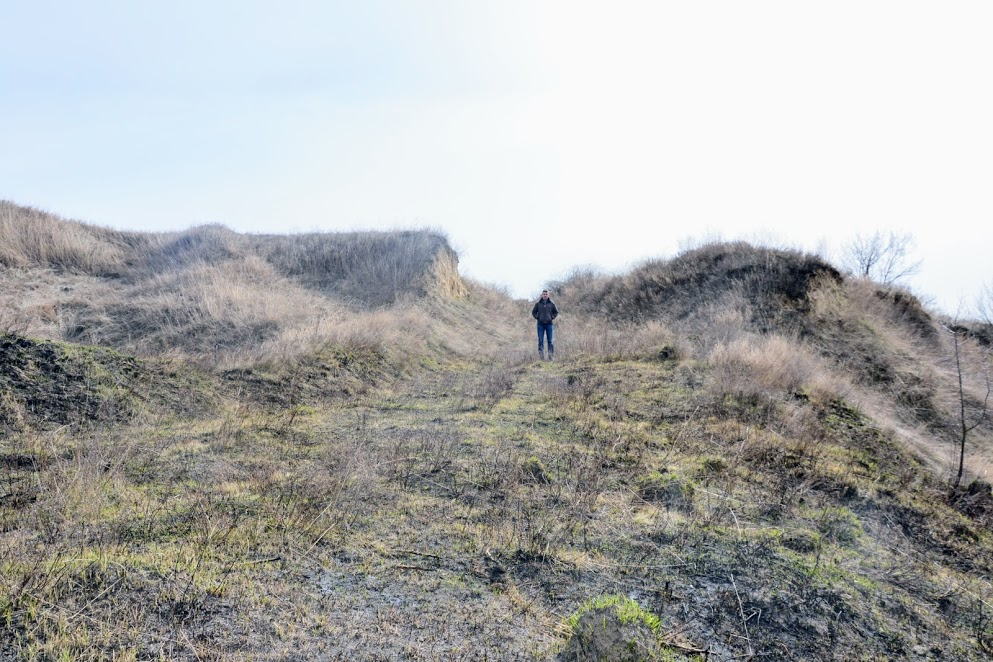
Место въездных ворот
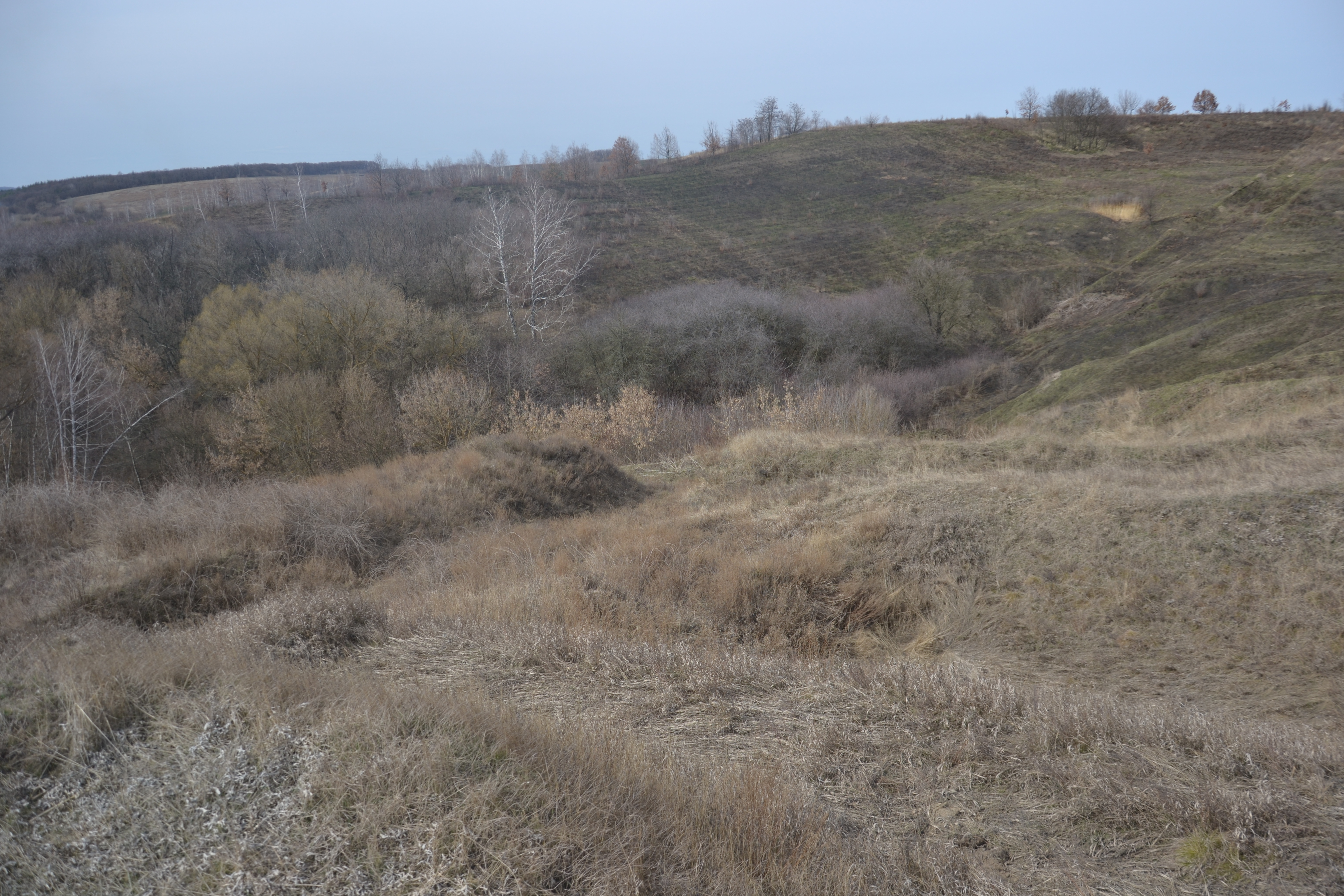
Вид с детинца на окольный град
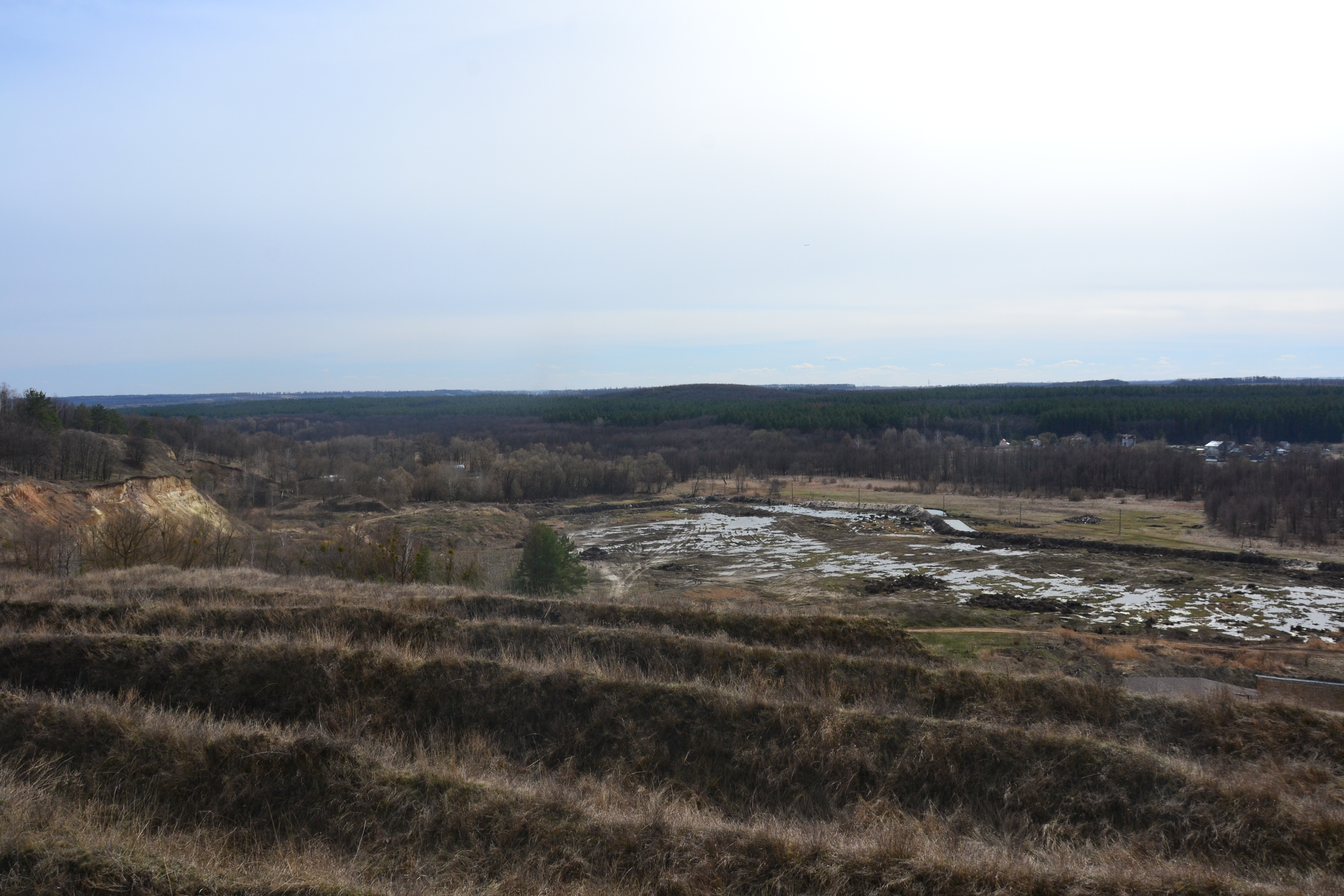
Вид с детинца на село
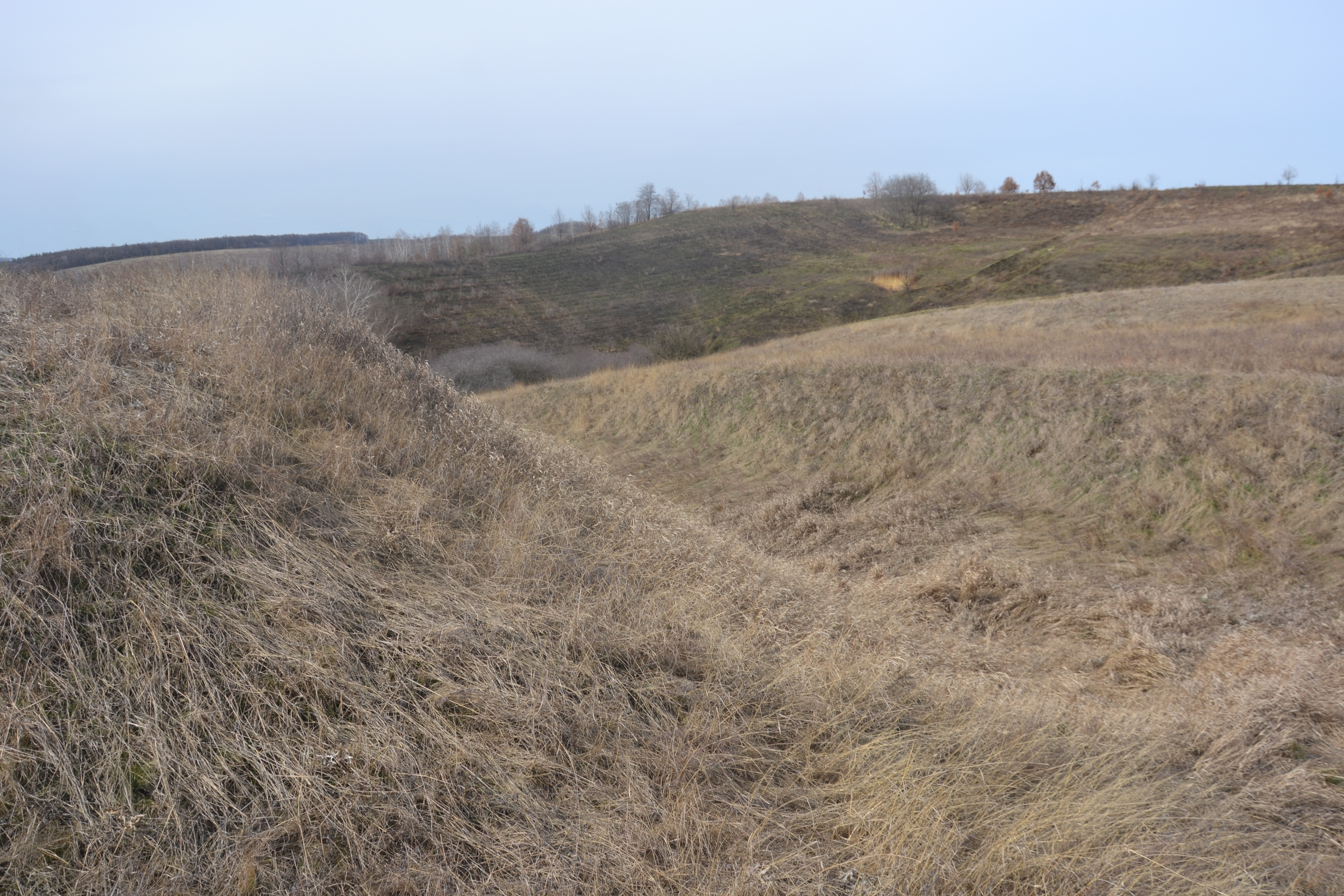
Ров и вал
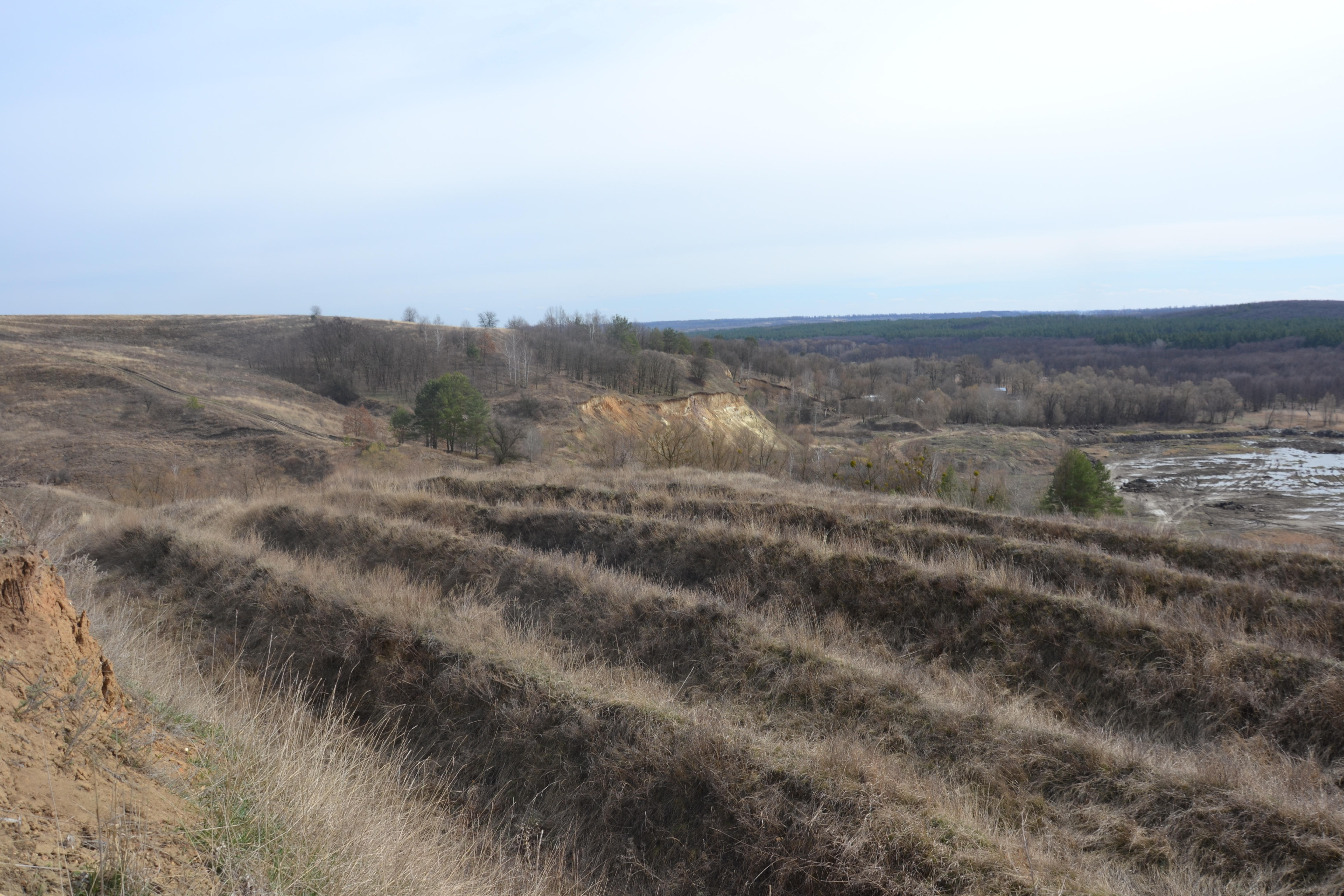
На территории детинца
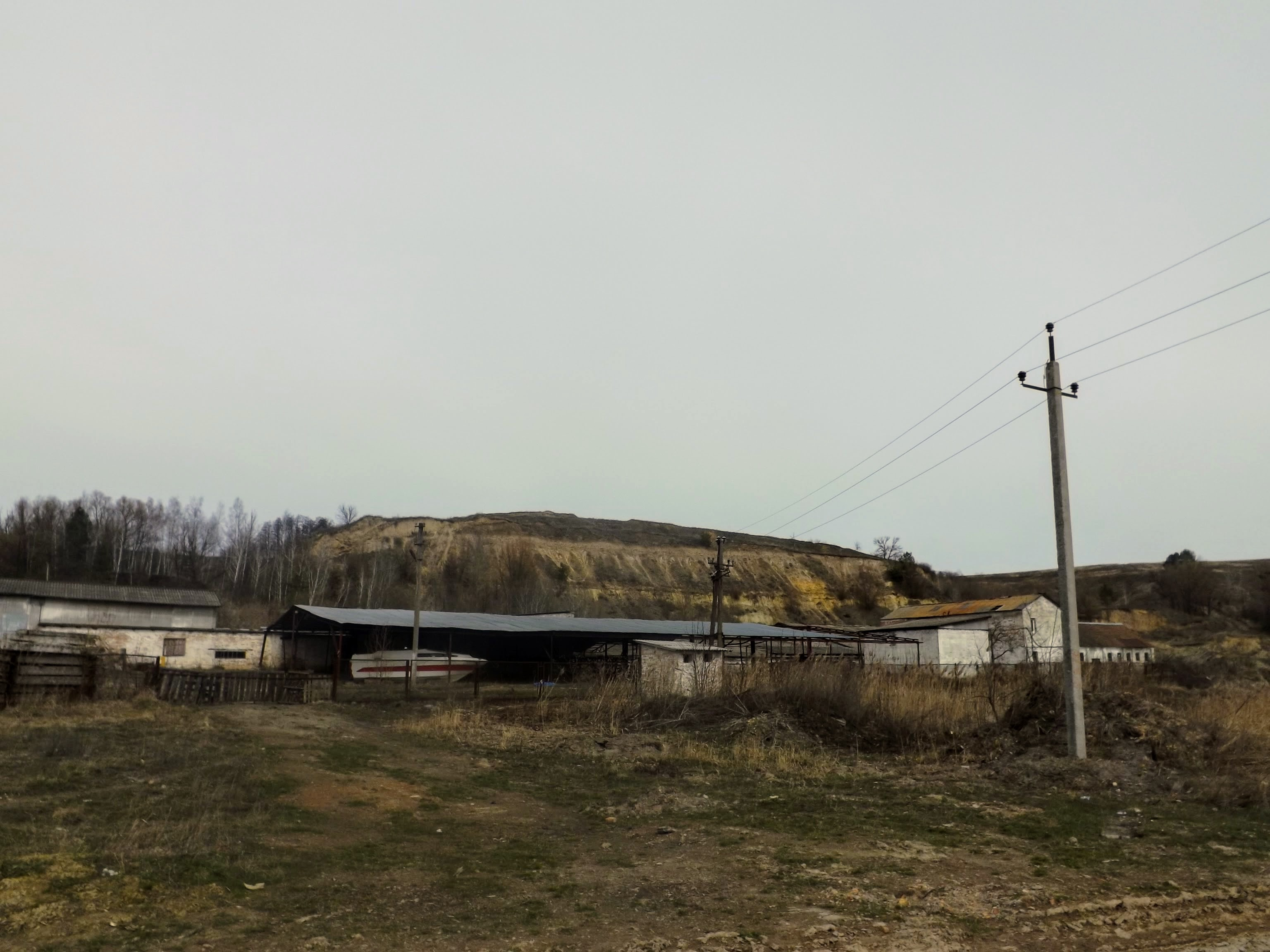
Вид на городищенский холм